# 니키 라우다
안드레아스 니콜라우스 "니키" 라우다(Andreas Nikolaus "Niki" Lauda, 1949년 2월 22일 ~ 2019년 5월 20일)는 오스트리아의 전 카레이서이다. 2019년 5월 20일, 그가 죽기전까지는 메르세데스-AMG 페트로나스 F1 비상임 이사회의 의장이었다. 
1976년 독일 뉘르부르크링 서킷에서 열린 F1 그랑프리 대회 도중 사고를 당해 화상을 입는 등 큰 부상을 입었으나, 이후 재기하여 F1 팬들 사이에서는 불사조라는 별명이 있다.

## 인물

### 데뷔 전

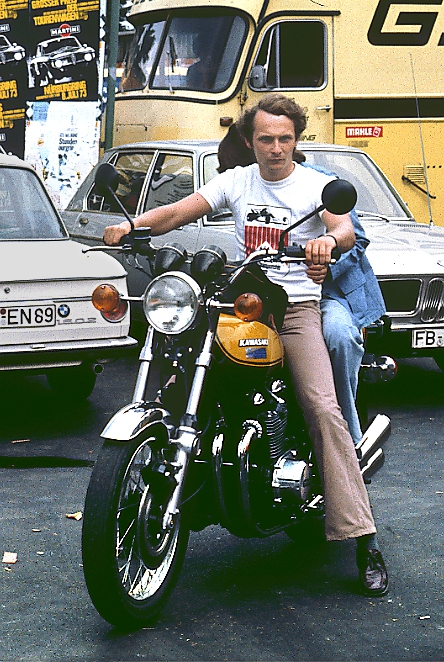
1973년, 뉘르부르크링에서

오스트리아 빈의 부유한 가정에서 태어났다. 라우다의 할아버지는 다수의 제지공장을 운영하는 자산가 한스 라우다(Hans Lauda)이다.
1966년 뉘르부르크링에서 열린 독일 그랑프리를 관전한 것을 계기로 레이서로서의 길을 결심하지만 가업을 잇길 바랐던 가족은 허락하지 않았다. 데뷔 레이스는 가족에게 비밀로 참전하였는데 느닷없이 2위를 차지하여 신문 스포츠란에 게재되는 바람에 가족이 알게되었다. 격분한 할아버지에게서 레이스 금지령이 선고되었다. 다음 레이스에서 우승하자 "레이서를 그만두지 않을 것이라면 라우다 가(家)의 물건은 일체 건들이지 말고 집을 나가라."라는 말을 들었고, 레이스를 계속 하고싶은 라우다는 가족과 잠시 의절하게 되었다.

### 마치 · BRM 시절
1971년 ~ 1972년
유럽 포뮬러 투 선수권 등에서 활약한 후 1971년 9월, 맥스 모슬리가 대표로 있던 마치에서 F1에 데뷔하였다. 할아버지의 반대로 은행에서 대출을 받아 한 데뷔였다. 담보는 자신의 생명 보험. 라우다는 경주 전에 자신의 레이스 계획 및 향후 전망에 대해 기자회견을 하는 새로운 유형의 드라이버였다. 팀 동료 로니 피터슨과 친구였지만 자금이 부족한 마치에서는 피터슨만 후원하는 상황이 계속되었다. 피터슨에 손색 없는 속도였지만 1972년, 돌연 해고되었다.
위기의 라우다였지만 말보로 BRM에 지참금을 가져가는 조건으로 1973년 시즌을 보장받았다.
1973년
모나코 그랑프리에서 페라리를 리드하는 경주를 펼쳐 엔초 페라리의 눈에 들었다. BRM 동료였던 클레이 레가조니의 추천 또한 있었다. 여름에는 1974년부터 페라리의 감독이 된 루카 코루데로 디 몬테제모로의 대타로서 라우다를 페라리 영입을 권유받았다. BRM과의 계약을 끝내고 이적이 확정되었고 BMW 알피나 투어링 카 참전도 종료되었다.

### 페라리 시절

#### 사나운 말의 신기술
1974년

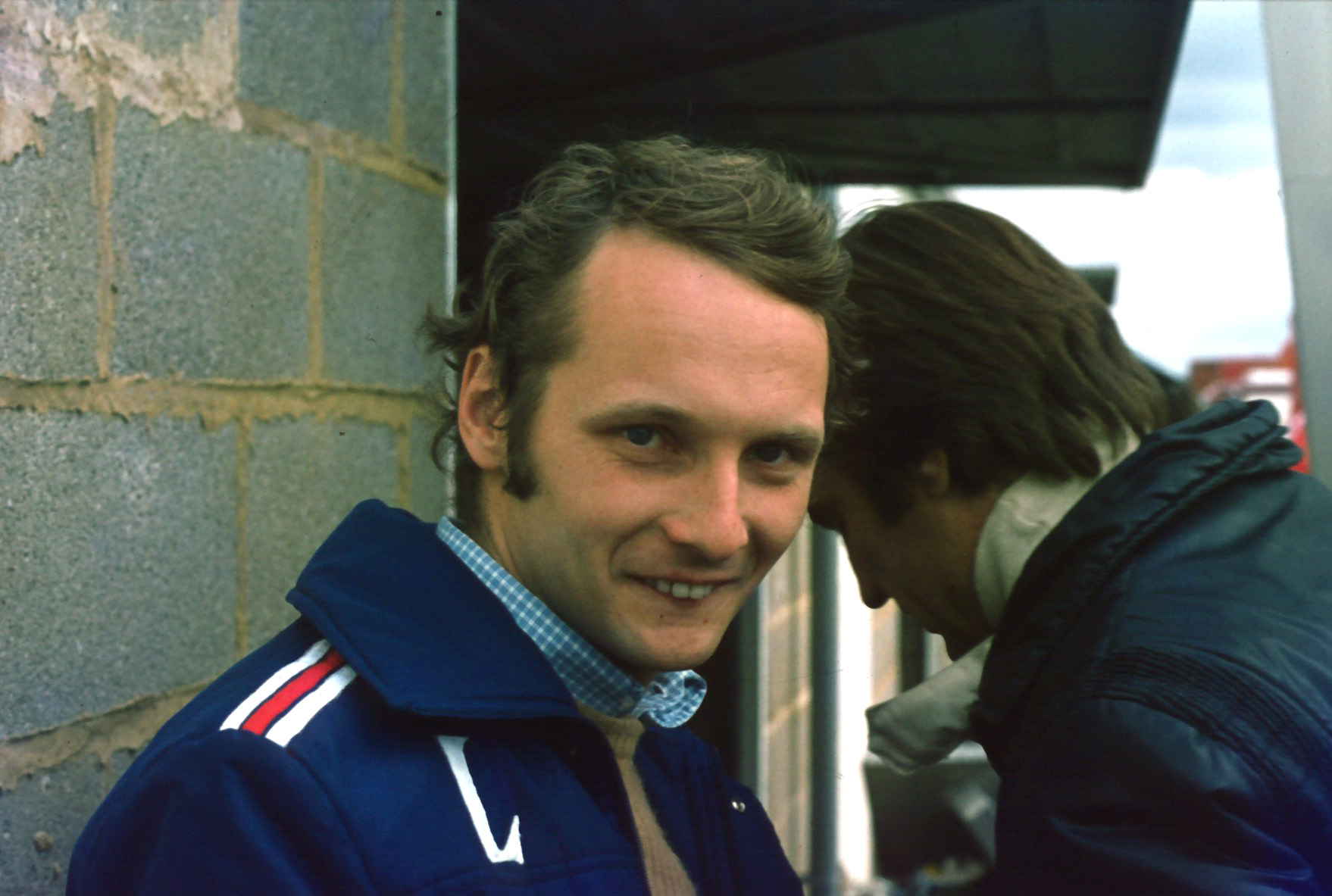
라우다 (1975년)

남아공 그랑프리에서 처음으로 폴 포지션을 획득하였다. 스페인 그랑프리에서는 폴투윈으로 첫 승리를 장식하였고, 시즌 중반에는 드라이버 포인트 선두로 올라섰다. 영국 그랑프리에서는 레이스 종료 직전 피트인했을 때, 관객 난입으로 코스에 복귀 하지 못하고 5위가 되는 어처구니 없는 일이 일어났다. 이 해에는 2승과 최다 아홉 번의 폴 포지션을 획득 했지만, 종반에 5회 연속 리타이어를 기록해 타이틀을 놓쳤다.(독일 그랑프리, 캐나다 그랑프리에서는 실수도 있었다.) 언더스티어 문제를 안고있던 312B3를 진화 시키기 위해 공장에 인접한 피오라노 서킷을 납득할 때까지 달렸다.
1975년
테스트를 거듭한 끝에 312T(en:Ferrari 312T)가 개발되었다. 라우다는 5승 9 폴 포지션을 획득하며 속도와 안정된 주행으로 포인트를 모아 월드 챔피언이 되었다. 또한 페라리 컨스트럭터 타이틀 획득에도 기여하였다. 감독 몬테제몰로, 엔지니어 마우로 포르기에리와의 관계도 양호하였다. 그러나 몬테제몰로는 이 시즌에 감독직에서 물러나 피아트로 돌아갔다. 린치아 레이스 부문을 관리하던 다니엘 오데트가 후임으로 취임하였다.

#### 대형 사고로부터의 생환
1976년

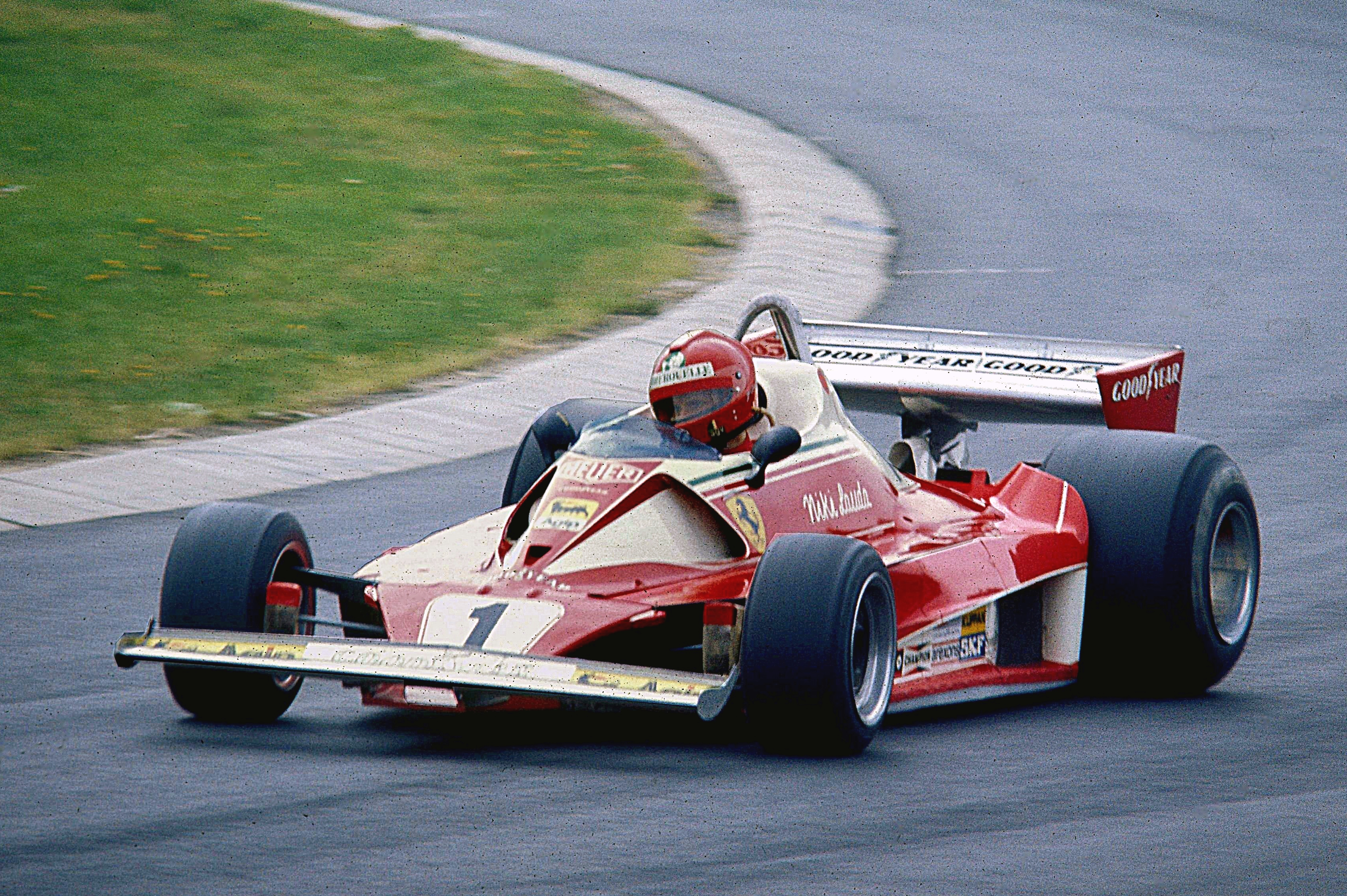
페라리 312T2를 운전하는 라우다 (1976년)

봄에 결혼 한 라우다는 10차전 끝에 5승을 거두며 포인트 선두를 달리고 있었다. 그러나 뉘르부르크링에서 열린 11차 독일 그랑프리에서 참극을 당하였다. 레이스 도중 베르켄베르크 바로 앞에 왼쪽으로 도는 코너에서 연석(縁石)에 부딪혀 중심을 잃고 오른쪽 캐치 펜스를 뚫고 나온 바위와 충돌하였고, 발화 된 머신은 서킷 한가운데에서 돌았다. 이때 브레트 런저의 서티즈 TS16과 충돌한 충격으로 라우다의 헬멧이 날아갔다. 미국의 드라이버 가이 에드워드와 그 다음 정지한 헤럴드 에르틀, 아르투로 메르차리오, 런저 그리고 코스 마샬 등 5명이 목숨을 건 행동으로 소화(消火) 및 구조 활동을 실시하였다. 경기 전 비상회의를 소집해 비에 젖은 서킷이 위험하다며 경주 중단을 호소한 라우다였다.
큰 화상 및 섬유 강화(FRP) 된 차체에 발생한 화재의 유독 가스를 흡입하였기 때문에 전신 약 70%의 혈액을 교체하며 며칠동안 사경을 헤맸다. 그러나 중상의 고비는 넘기고, 라우다는 엄청난 속도로 회복하였다. 사고 발생 6주 후, 12차 이탈리아 그랑프리에 복귀하며 4위로 서킷을 완주하였다. 오른쪽 얼굴과 귀에 화상의 흔적이 생생하게 남아있는 상태였다. 한편 맥라렌의 제임스 헌트가 13차 캐나다 그랑프리와 14차 미국 그랑프리에서 연속으로 우승하였다. 라우다는 각각 8위와 3위를 차지하여 헌트는 라우다와의 차이를 줄일 수 있었다.
타이틀 싸움은 최종전 1976년 포뮬러 원 월드 챔피언십 인 재팬에서 결정짓게 되었다. 이때 점수는 라우다가 단 3점을 리드하고 있었다. 후지 스피드웨이에서의 결승전은 서킷에 웅덩이가 생길 정도로 폭우가 쏟아졌다. 레이스 중지 소문이 돌았지만 경주는 강행되었고, 라우다는 단 두 바퀴를 천천히 달리고 너무 위험하다며 경주를 기권하였다. 한편 헌트는 레이스 중 많은 시간을 1위로 리드하다 타이어 문제로 피트 스톱 (pit stop)을 한 후 3위로 입상해 1점으로 라우다를 꺾고 1976년 세계 챔피언이 되었다.
엔초는 경주를 포기하고 왕좌를 내놓은 라우다를 비판했고, 빠르게 관계가 틀어졌다. 또한 라우다가 사고로 복귀할 가능성이 없다고 판단한 오데트는 이탈리아 그랑프리에 대타로 카를로스 레우테만을 끌어들인 것을 계기로 팀과 라우다 사이에 불화가 시작되고 있었다.
1977년
3차 남아공 그랑프리에서 시즌 첫 승을 하고 팀 체제를 다시 자신쪽으로 돌려놓는다. 3승과 2위 6회, 안전된 주행으로 15차 미국 그랑프리에서 두 번째 월드 챔피언을 확정지었다. 그러나 지금까지의 경위에 따라 페라리를 떠나기로 결심한 라우다는 고든 머레이가 디자인 한 브라밤 BT46(en:Brabham BT46)에 매료되어 버니 에클레스턴과 사인하였다. 그리고 함께 이적을 희망한 메카닉이 해고된 것에 분노한 라우다는 미국 그랑프리 후 2차전을 남겨놓고 페라리를 떠났다.

### 브라밤 시절
1978년

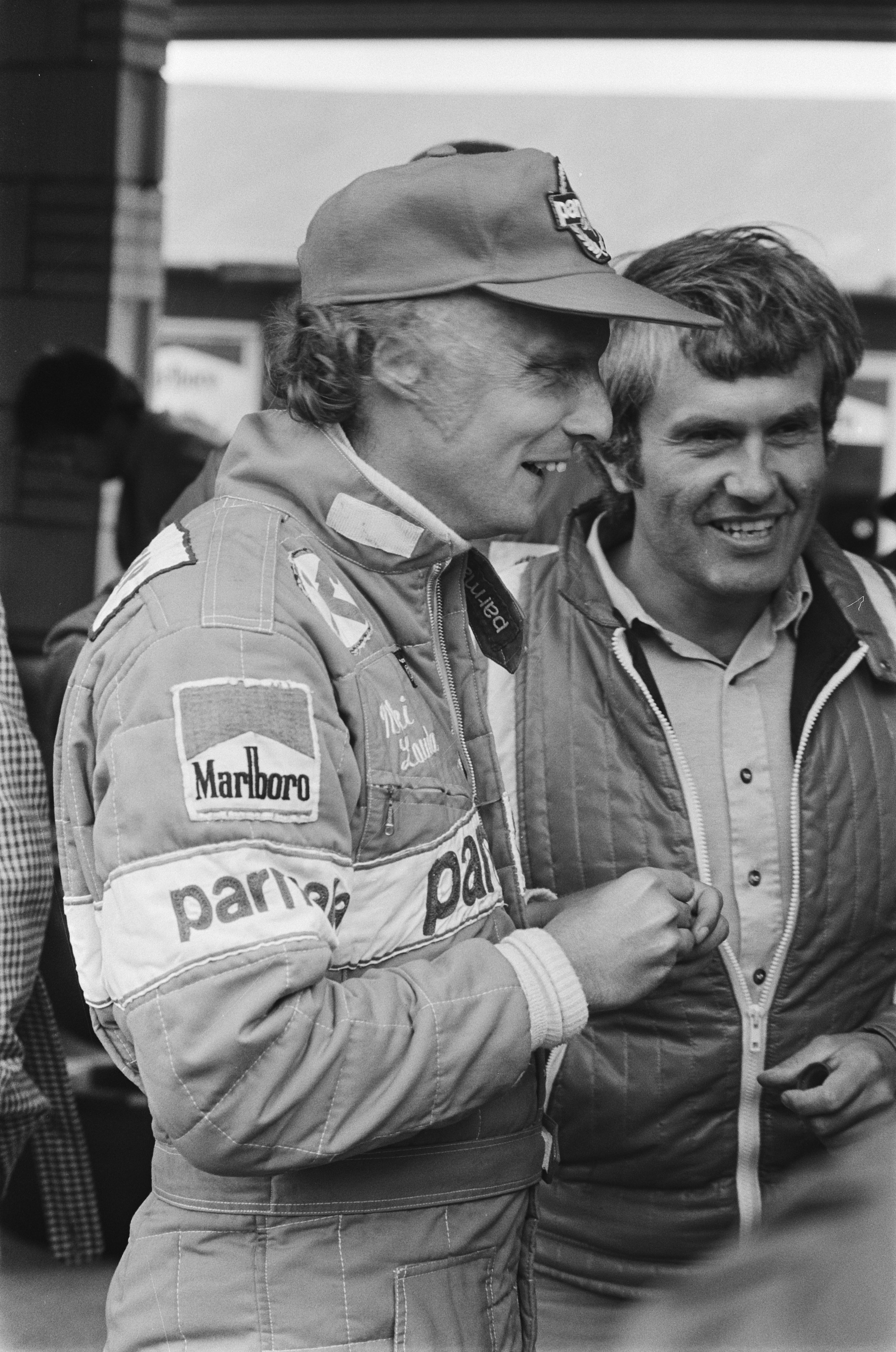
1978년, 네덜란드 그랑프리에서

완주한 레이스는 2승과 2위 3회, 3위 2회 등으로 안정적이었지만, BT46은 라우다와의 전망과는 달리 신뢰성이 낮고, 총 16차전 중 6차전에 머신 트러블을, 3차전에 사고로 기권하는 등 종합 순위 4위에 머물렀다. 또한 스웨덴 그랑프리에서는 BT46B로 우승했지만, 리어 엔드에 부착 된 냉각팬이 가동하는 공력 장치에 해당한다는 의견이 제시되어 다음 레이스부터 이 시스템 사용이 금지되었다. 이 해에 라우다는 라우다 항공을 설립하여 전세기 시장에 진출하였다.
1979년

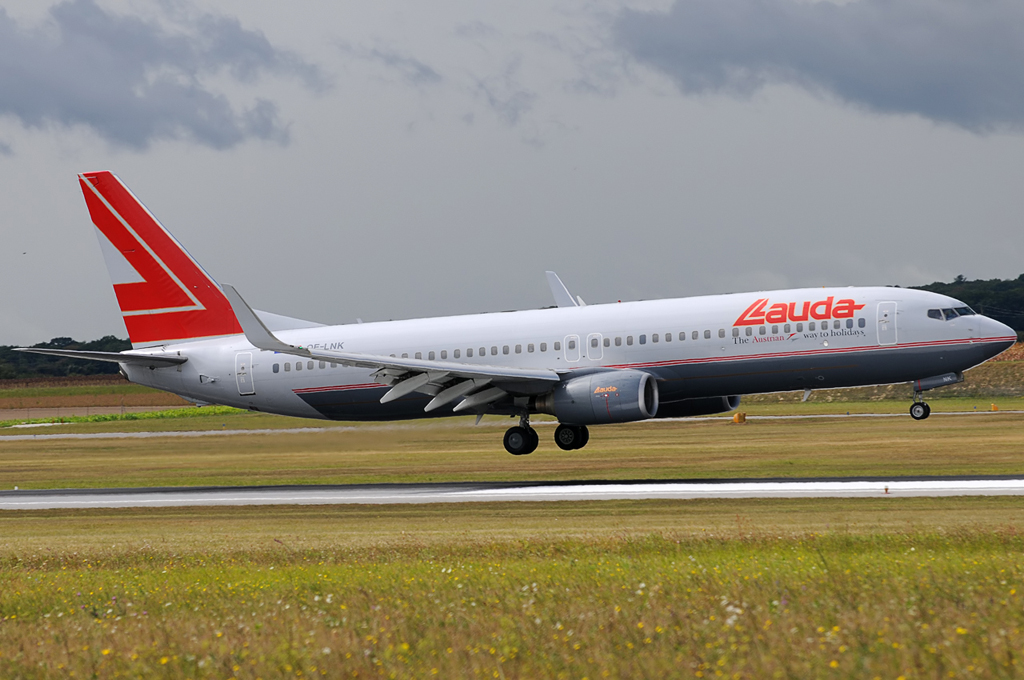
라우다 항공의 보잉 737-800

캐나다 그랑프리 예선 시작 전, 갑자기 은퇴를 발표하였다. 라우다는 "같은 장소(서킷)를 몇 번이나 돌지 않아도 되게 되었다."고 말하며, "피트에서 에클레스턴과 대화한 것이 직접적인 계기가 되었다."라고 설명하였다. 은퇴 후 라우다는 라우다 항공에 전념하였다.

### 맥라렌 시절

#### 현역 복귀
1981년
시즌 종료 직전, 맥라렌의 론 데니스와 말보로로부터 도닝턴 파크에서 열린 MP4/1 테스트에 초대되었다. 11월, 1982년 포뮬러 원 시즌/1982년부터 맥라렌 소속으로 포뮬러 원에 참전하는 것이 발표되었고, 은퇴 2년 반 만에 복귀하였다. “2년간 모터 레이싱에 관심을 나타내지 않았다. 오스트리아 그랑프리 (1981년) 때 문득 복귀를 생각했다.”라고 라우다는 설명하였다. 복귀한 라우다의 헬멧은 라우다 항공 여객기의 꼬리와 같은 모양으로 디자인 되어 있었다. 또한, 계약 시 데니스는 리스크 경감 일책으로 ‘만약 라우다가 명백하게 임무를 완수하지 않으면 4번째 레이스 후 강판.’이라는 문장을 요구했고, 라우다는 수락하였다.
1982년
시즌 전, 레이디얼 타이어에 위화감이 있었지만 이전과 마찬가지로 테스트 주행으로 감각을 되찾아 갔다. 또한 뉘르부르크링에서의 사고 후유증을 극복하기 위해 지원 받은 트레이너(빌리 덩클)와 체력 만들기를 하며 개막에 대비하였다. 3차 미국 웨스트 그랑프리에서 복귀 첫 승을 신고했고, 9차 영국 그랑프리를 포함해 2승을 올리며 5위에 랭크되었다.
1983년
총 15차전 중 7차전에서 머신 트러블로 기권하여 10위에 올랐다. 12차 네덜란드 그랑프리에서는 TAG의 후원을 받아 포르쉐의 1.5리터 터보 V6을 탑재한 MP4/1E를 투입하였다.

#### 세 번째 타이틀과 은퇴
1984년
라우다는 르노에서 이적한 알랭 프로스트와 타이틀 경합을 벌이게 되었다. 라우다는 5승, 프로스트는 7승으로, 예선에서도 프로스트는 라우다를 능가했지만, 결승에서 마지막까지 살아남아 점수를 확실하게 쌓은 것은 라우다였다. 이 해의 5승에는 라우다에게는 처음이자 마지막이 된 고향 오스트리아 그랑프리에서의 우승도 포함되었다.
최종전 포르투갈 그랑프리까지 라우다와 프로스트의 경합은 이어졌지만, 2위를 차지한 라우다가 프로스트에 불과 0.5% 포인트 차이로 세 번째 월드 챔피언이 되었다. 16차전 중 12승을 한 맥라렌은 컨스트럭터 타이틀도 획득하였다. 라우다는 “지금까지 팀 동료와 이런 전투를 해 본 적이 없었다. 항상 조금이라도 빨리, 조금이라도 능숙하게 운전하여 그(프로스트)와의 경쟁에서 우위에 서지 않으면 안 됐다.”고 말했다. 또한 프로스트에게는 “신경 쓰지마. 내년에는 자네가 챔피언 타이틀을 획들 할 것이다.”라고 조언해주었다. 서킷에는 1976 시즌 사고 이후 한 번도 모습을 보이지 않았던 마를린 부인도 와있었다. 라우다 부부는 포옹을 하며 기쁨을 나누었다. 또한 라우다는 맥라렌에 있던 4시즌 동안 폴 포지션은 한 번이었지만, 폴 포지션을 한 번도 획득하지 못하고 월드 챔피언이 된 드라이버는 이 시즌의 라우다를 마지막으로 나오지 않았다.
1985년
10차전 중 7차전을 기계적 문제로 기권하였다. 그 중 10차 오스트리아 그랑프리에서 포뮬러 원 은퇴를 발표하였다. 다음 네덜란드 그랑프리에서 시즌 유일한 승리를 거두었으며, 이것이 라우다의 마지막 포뮬러 원 승리가 되었다. 이 그랑프리에서는 예선 10번 째로 스타트 했으며 종반에 프로스트의 추격을 교묘하게 차단, 0초 232 차이로 이겼다. 최종전 오스트레일리아 그랑프리에서는 잠시 1위 주행을 하기도 했지만, 브레이크 문제로 기권하였다. 이 경주 10일 후, 보잉 737 기장 양성 교육을 받는 라우다의 모습이 포착되었다.

### 은퇴 후

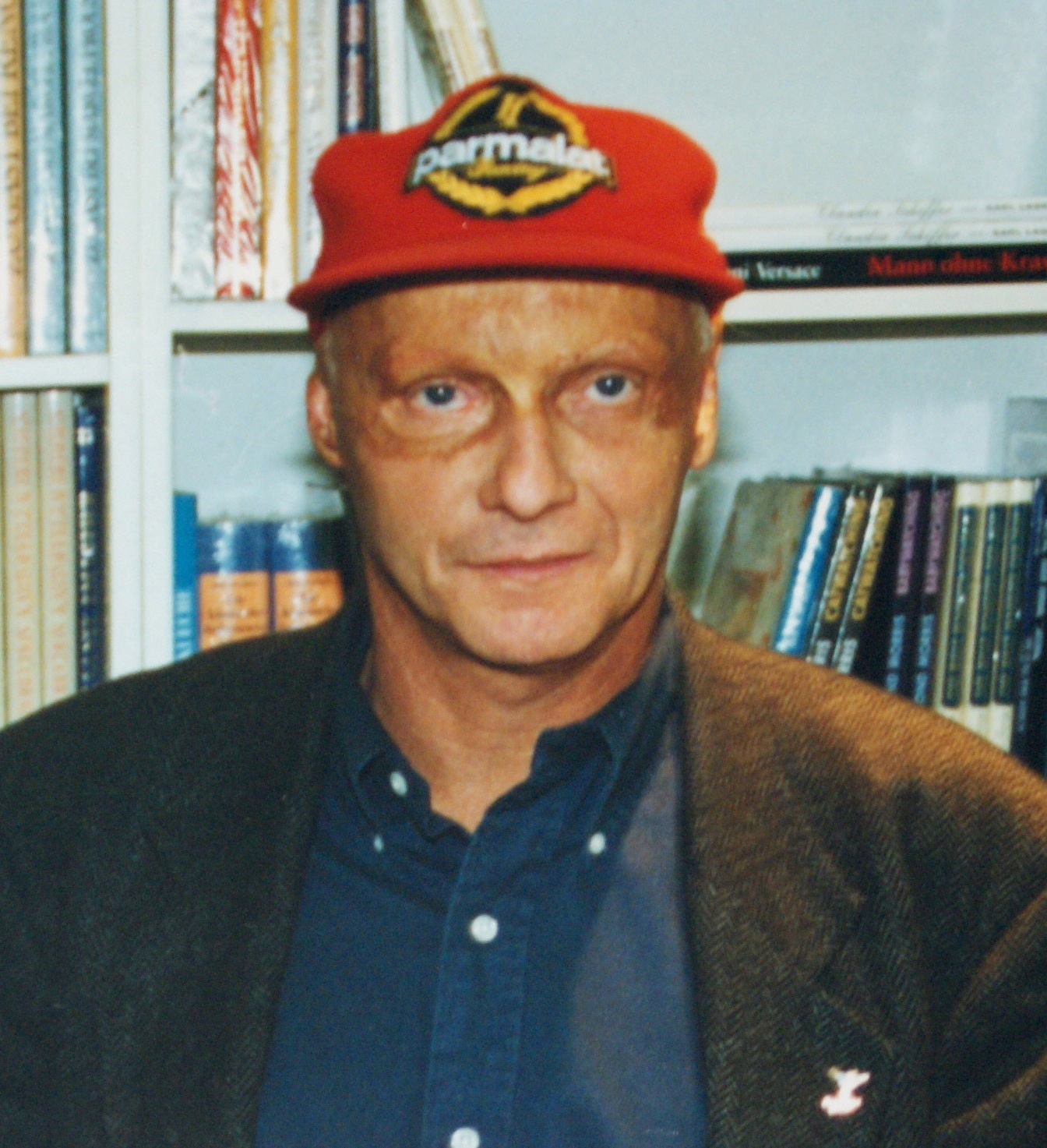
라우다 (1996년)

1990년대 초반, 페라리 어드바이저로 취임하였다. 2002년에는 바비 레이홀의 후임으로 재규어 자동차 팀 매니저가 되기도 했지만, 내부 인사의 혼란으로 단기 해임되었다.
사업가로서는 1978년에 설립한 라우다 항공의 경영에 성공하였으나 1991년 기체 설계 결함으로 태국에서 자사의 보잉 767 항공기가 추락하는 대참사가 일어났다. 그 후 경영권을 오스트리아 국영 항공사에 양도하였다.
2003년에는 자신의 이름을 붙인 저가 항공사 니키 항공을 설립하였고, 2011년 공동 투자자인 에어 베를린에 회사를 매각하고 에어 베를린의 사외이사(社外取締)로 취임하였다.
독일 텔레비전(RTL)에서 해설위원으로서 활동하고 있으며, 포뮬러 원의 현상에 대해 신랄한 코멘트 하기도 한다. 2012년에는 경주 후 시상식에서 드라이버의 인터뷰를 하였다.
2012년 9월, 라우다는 에어 베를린의 임원을 사임하고 메르세데스-AMG에서 업무 집행 권한이 없는 비상근 회장으로 취임하였다.

### 사생활
마를린과의 슬하에 2남을 두었으며, 그 중 차남 마티아스(en:Mathias Lauda) 역시 레이싱 드라이버로 활약 중이다. 장남 루카스(Lukas Lauda)는 마티아스의 매니저로 일하고 있다. 라우다는 그 밖에 1남의 혼외자(크리스토프 (Christoph))를 두었다.
1991년, 마를린과 이혼. 2008년 8월에 30세 연하의 전(前) 라우다 항공 승무원 비르기트(Birgit)와 재혼하였으며, 2009년 9월 16일에는 환갑의 나이에 맥스(Max)와 미아(Mia) 쌍둥이 남매의 아버지가 되었다.

### 에피소드
- 페라리 입단 첫 테스트에서 소감을 묻자 "깡통 같은 머신이다."라고 잘라 말했다.[4] "프런트 서스펜션을 고쳐달라."고 요구하자 엔초 페라리는 "단, 1초라도 줄이지 못하면 해고다."라고 엄포를 놓았고, 라우다는 수정한 머신으로 1초 이상 단축하였다.[34]

- 1976년 뉘르부르크링 사고로 병원에서는 살아날 가망이 없다고 판단하여 사제를 불러 임종 의식을 치렀다.[9][35]

- 2005년, 오스트리아 우체국에서 라우다의 기념 우표가 발행되었다.[36][37]

### 인간 관계

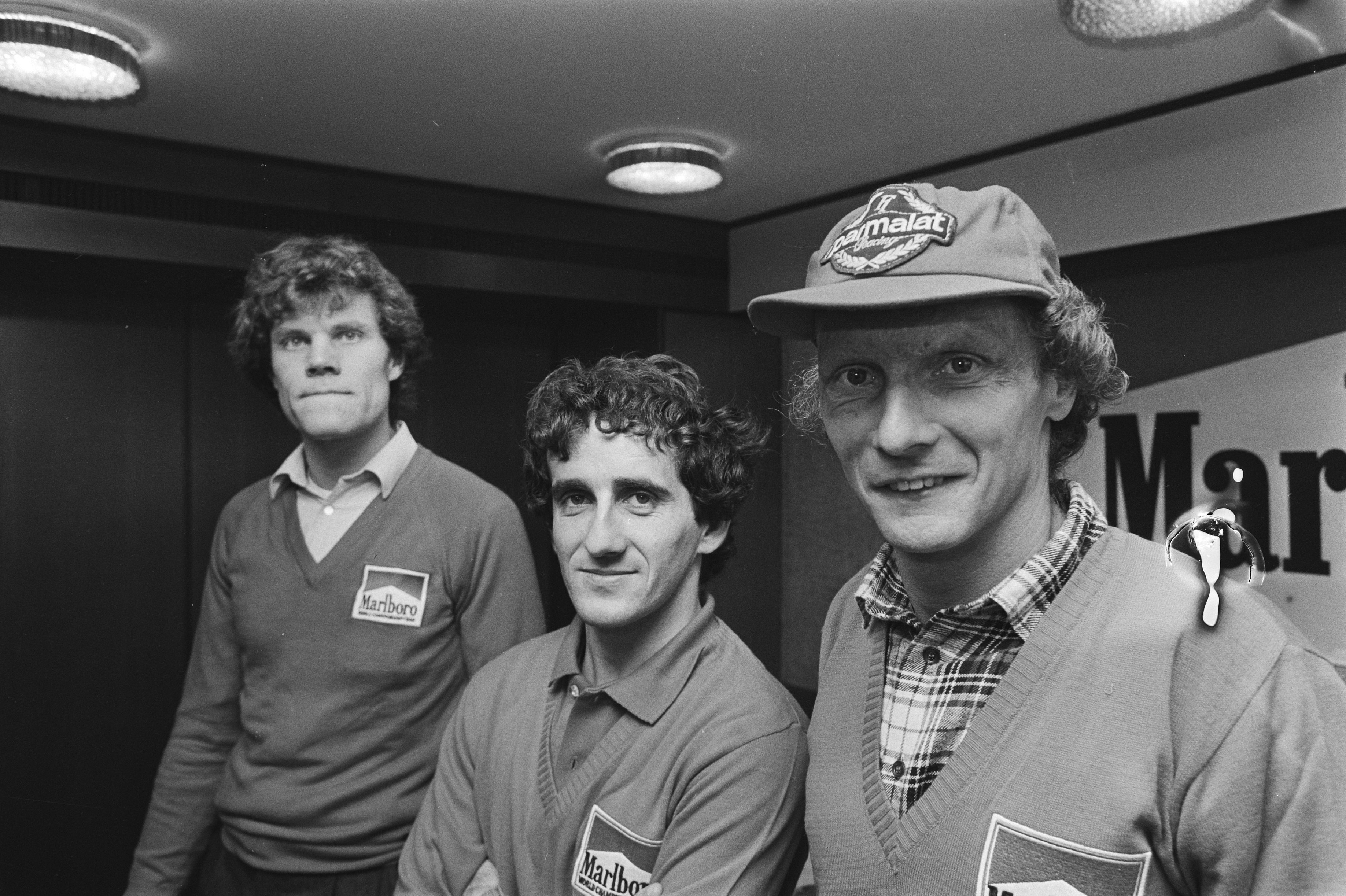
맥라렌 시절 라우다(右)와 프로스트(中)

- 기자들에게 카를로스 레우테만을 "동료로 생각하는가, 라이벌로 생각하는가?"라는 질문을 받고 "어느 쪽도 아니다."라고 대답하였다.

- 알랭 프로스트는 라우다의 팬임을 공언하였다. 또한 "니키는 나에게 무언가를 가르쳐 준 유일한 사람이다. 그는 머신의 기술 면에도 관심을 보이며 일에는 엄격하고, 또 엄격한 사람이었다. 우리는 둘 다 이기적이었지만 생각이 비슷했다. 흐르는 듯한, 꾸밈 없는 수수한 드라이빙도 비슷했다. 머신 조정 방법까지 같았다. 니키를 만나 나는 많은 것을 배웠다!"고 말했다.

### 파르마라트
- 현역 시절부터 이탈리아의 식품 회사 파르마라트의 후원을 받았으며, 은퇴 후에도 공석에서는 parmalat가 새겨진 빨간 모자를 쓴다. 큰 화상 자국을 감추기 위해서이기도 하지만 문자 그대로 항상 쓰고 있기 때문에 가끔 정장 차림에 빨간 파르마라트 모자라는 기이한 차림이 되기도 한다. 2004년에 파르마라트의 분식 회계 스캔들에 따른 경영 부진의 영향으로 계약이 만료된 이후에는 파르마라트 외의 모자를 쓰고 있다.

## 통산 성적
| 연도 | 팀                       | 머신          | 엔진                 | 1       | 2       | 3       | 4       | 5       | 6       | 7       | 8       | 9       | 10      | 11      | 12      | 13      | 14      | 15      | 16      | 17  | 순위 | 점수 |
| ---- | ------------------------ | ------------- | -------------------- | ------- | ------- | ------- | ------- | ------- | ------- | ------- | ------- | ------- | ------- | ------- | ------- | ------- | ------- | ------- | ------- | --- | ---- | ---- |
| 1971 | STP 마치 레이싱팀        | 마치 711      | 포드 코스워스 DFV V8 | RSA     | ESP     | MON     | NED     | FRA     | GBR     | GER     | AUT Ret | ITA     | CAN     | USA     |         |         |         |         |         |     | NC   | 0    |
| 1972 | STP 마치 레이싱팀        | 마치 721      | 포드 코스워스 DFV V8 | ARG 11  | RSA 7   |         |         |         |         |         |         |         |         |         |         |         |         |         |         |     | NC   | 0    |
| 1972 | STP 마치 레이싱팀        | 마치 721X     | 포드 코스워스 DFV V8 |         |         | ESP Ret | MON 16  | BEL 12  |         |         |         |         |         |         |         |         |         |         |         |     | NC   | 0    |
| 1972 | STP 마치 레이싱팀        | 마치 721G     | 포드 코스워스 DFV V8 |         |         |         |         |         | FRA Ret | GBR 9   | GER Ret | AUT 10  | ITA 13  | CAN DSQ | USA NC  |         |         |         |         |     | NC   | 0    |
| 1973 | 말보로-BRM               | BRM P160C     | BRM V12              | ARG Ret | BRA 8   |         |         |         |         |         |         |         |         |         |         |         |         |         |         |     | 18   | 2    |
| 1973 | 말보로-BRM               | BRM P160D     | BRM V12              |         |         | RSA Ret |         |         |         |         |         |         |         |         |         |         |         |         |         |     | 18   | 2    |
| 1973 | 말보로-BRM               | BRM P160E     | BRM V12              |         |         |         | ESP Ret | BEL 5   | MON Ret | SWE 13  | FRA 9   | GBR 12  | NED Ret | GER Ret | AUT DNS | ITA Ret | CAN Ret | USA Ret |         |     | 18   | 2    |
| 1974 | 스쿠데리아 페라리 SpA    | 페라리 312B3  | 페라리 플랫 12       | ARG 2   | BRA Ret | RSA 16  | ESP 1   | BEL 2   | MON Ret | SWE Ret | NED 1   | FRA 2   | GBR 5   | GER Ret | AUT Ret | ITA Ret | CAN Ret | USA Ret |         |     | 4    | 38   |
| 1975 | 스쿠데리아 페라리 SpA    | 페라리 312B3  | 페라리 플랫 12       | ARG 6   | BRA 5   |         |         |         |         |         |         |         |         |         |         |         |         |         |         |     | 1    | 64.5 |
| 1975 | 스쿠데리아 페라리 SpA    | 페라리 312T   | 페라리 플랫 12       |         |         | RSA 5   | ESP Ret | MON 1   | BEL 1   | SWE 1   | NED 2   | FRA 1   | GBR 8   | GER 3   | AUT 6   | ITA 3   | USA 1   |         |         |     | 1    | 64.5 |
| 1976 | 스쿠데리아 페라리 SpA    | 페라리 312T   | 페라리 플랫 12       | BRA 1   | RSA 1   | USW 2   |         |         |         |         |         |         |         |         |         |         |         |         |         |     | 2    | 68   |
| 1976 | 스쿠데리아 페라리 SpA    | 페라리 312T2  | 페라리 플랫 12       |         |         |         | ESP 2   | BEL 1   | MON 1   | SWE 3   | FRA Ret | GBR 1   | GER Ret | AUT     | NED     | ITA 4   | CAN 8   | USA 3   | JPN Ret |     | 2    | 68   |
| 1977 | 스쿠데리아 페라리 SpA    | 페라리 312T2  | 페라리 플랫 12       | ARG Ret | BRA 3   | RSA 1   | USW 2   | ESP DNS | MON 2   | BEL 2   | SWE Ret | FRA 5   | GBR 2   | GER 1   | AUT 2   | NED 1   | ITA 2   | USA 4   | CAN     | JPN | 1    | 72   |
| 1978 | 파르마라트 레이싱팀      | 브라밤 BT45C  | 알파로메오 플랫 12   | ARG 2   | BRA 3   |         |         |         |         |         |         |         |         |         |         |         |         |         |         |     | 4    | 44   |
| 1978 | 파르마라트 레이싱팀      | 브라밤 BT46   | 알파로메오 플랫 12   |         |         | RSA Ret | USW Ret | MON 2   | BEL Ret | ESP Ret |         | FRA Ret | GBR 2   | GER Ret | AUT Ret | NED 3   | ITA 1   | USA Ret | CAN Ret |     | 4    | 44   |
| 1978 | 파르마라트 레이싱팀      | 브라밤 BT46B  | 알파로메오 플랫 12   |         |         |         |         |         |         |         | SWE 1   |         |         |         |         |         |         |         |         |     | 4    | 44   |
| 1979 | 파르마라트 레이싱팀      | 브라밤 BT48   | 알파로메오 V12       | ARG Ret | BRA Ret | RSA 6   | USW Ret | ESP Ret | BEL Ret | MON Ret | FRA Ret | GBR Ret | GER Ret | AUT Ret | NED Ret | ITA 4   |         |         |         |     | 14   | 4    |
| 1979 | 파르마라트 레이싱팀      | 브라밤 BT49   | 포드 코스워스 DFV V8 |         |         |         |         |         |         |         |         |         |         |         |         |         | CAN DNP | USA     |         |     | 14   | 4    |
| 1982 | 말보로 맥라렌 인터내셔널 | 맥라렌 MP4B   | 포드 코스워스 DFV V8 | RSA 4   | BRA Ret | USW 1   | SMR     | BEL DSQ | MON Ret | DET Ret | CAN Ret | NED 4   | GBR 1   | FRA 8   | GER DNS | AUT 5   | SUI 3   | ITA Ret | CPL Ret |     | 5    | 30   |
| 1983 | 말보로 맥라렌 인터내셔널 | 맥라렌 MP4/1C | 포드 코스워스 DFV V8 | BRA 3   | USW 2   | FRA Ret | SMR Ret | MON DNQ | BEL Ret | DET Ret | CAN Ret | GBR 6   | GER DSQ | AUT 6   |         |         |         |         |         |     | 10   | 12   |
| 1983 | 말보로 맥라렌 인터내셔널 | 맥라렌 MP4/1E | TAG V6t              |         |         |         |         |         |         |         |         |         |         |         | NED Ret | ITA Ret | EUR Ret | RSA 11  |         |     | 10   | 12   |
| 1984 | 말보로 맥라렌 인터내셔널 | 맥라렌 MP4/2  | TAG V6t              | BRA Ret | RSA 1   | BEL Ret | SMR Ret | FRA 1   | MON Ret | CAN 2   | DET Ret | DAL Ret | GBR 1   | GER 2   | AUT 1   | NED 2   | ITA 1   | EUR 4   | POR 2   |     | 1    | 72   |
| 1985 | 말보로 맥라렌 인터내셔널 | 맥라렌 MP4/2B | TAG V6t              | BRA Ret | POR Ret | SMR 4   | MON Ret | CAN Ret | DET Ret | FRA Ret | GBR Ret | GER 5   | AUT Ret | NED 1   | ITA Ret | BEL DNS | EUR     | RSA Ret | AUS Ret |     | 10   | 14   |

※ 굵은 글씨는 폴포지션, 기울인 글씨는 패스티스트 랩.

## 영화

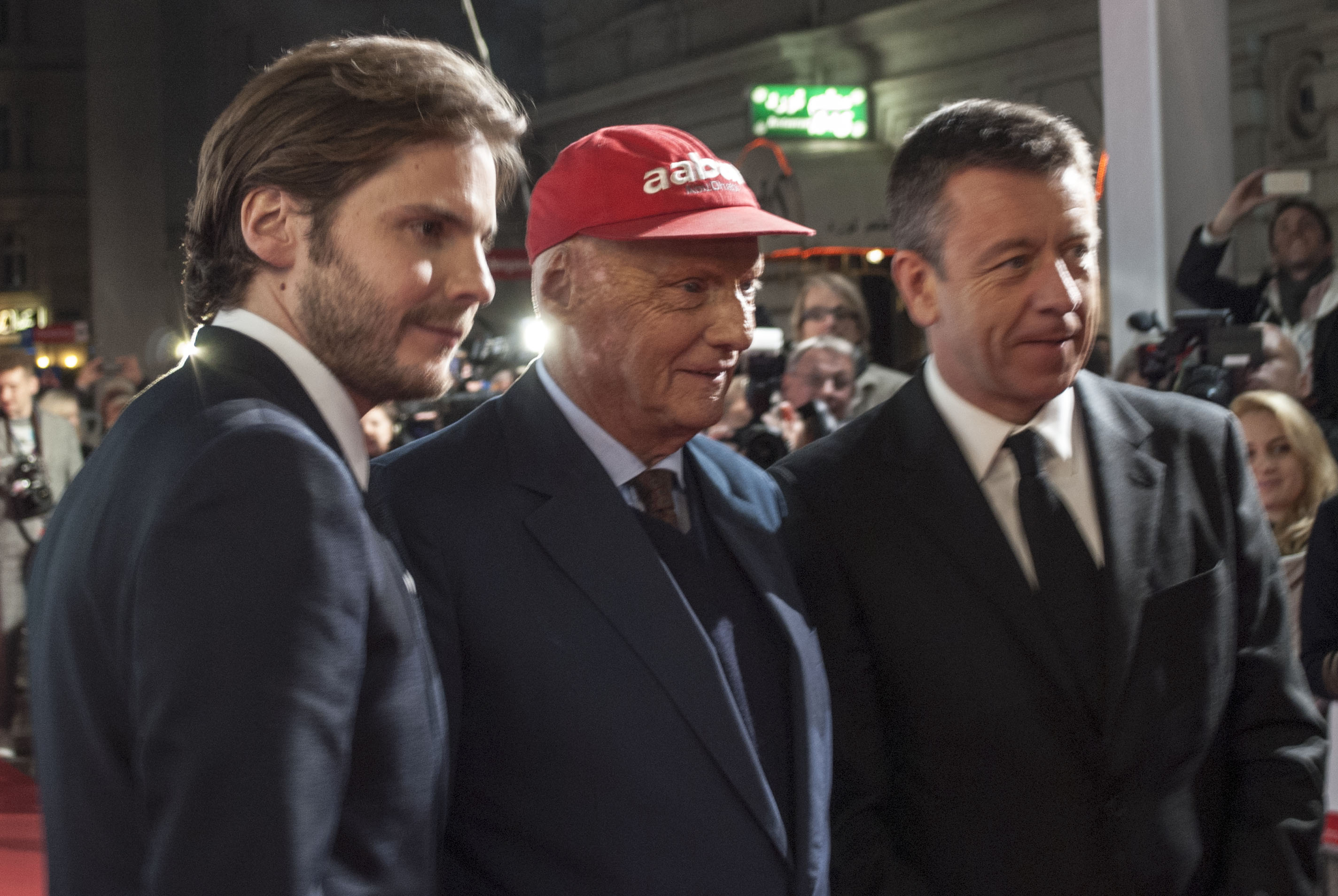
다니엘 브륄(左), 피터 모건(右)과 《러시: 더 라이벌》 오스트리아 빈 프리미어에서 (2013년)

2013년, 론 하워드 감독에 의해 라우다와 제임스 헌트의 1976년 F1 전투가 영화화 된 《러시: 더 라이벌》이 개봉하였다. 영화에서는 라이벌로 묘사되었지만, 실제 라우다와 헌트는 포뮬러 쓰리 시절부터 친구 사이였다. 라우다는 영화 마지막에 카메오로 출연하였다.

## 같이 보기
- 포뮬러 원
- 포뮬러 원 월드 챔피언십 목록
- 제임스 헌트